# Грейс Кулідж
Грейс Анна Кулідж (уроджена Гудх’ю; 3 січня 1879 — 8 липня 1957) — дружина 30-го президента Сполучених Штатів Келвіна Куліджа. Вона була першою леді Сполучених Штатів з 1923 по 1929 рік і другою леді Сполучених Штатів з 1921 по 1923 рік. 

## Життєпис
Грейс Кулідж закінчила Університет Вермонта в 1902 році зі ступенем бакалавра мистецтв з викладання та приєдналася до шкіл слуху та мови Кларка в Нортгемптоні, штат Массачусетс, щоб навчити глухих дітей спілкуватися читанням по губах, а не підписом. Вона зустріла Келвіна Куліджа в 1904 році, а наступного року вони одружилися.
Коли її чоловік просунув свою політичну кар’єру, Кулідж уникала політики. Коли Келвін Кулідж був обраний губернатором Массачусетса в 1919 році, вона залишилася вдома в Нортгемптоні з їхніми дітьми. Після обрання її чоловіка віце-президентом у 1920 році сім'я переїхала до Вашингтона, округ Колумбія, і жила в готелі Віллард. Кулідж не висловлювався з політичних питань того часу, включаючи права жінок. Натомість вона присвятила себе підтримці популярних справ і організацій, таких як Червоний Хрест і Асоціація візитних медсестер. Після смерті сина Кальвіна в 1924 році вона завоювала симпатії країни. На відміну від попередніх перших леді, які майже повністю відійшли від уваги громадськості після особистих трагедій, Кулідж відновила свою роль через кілька місяців.
У 1929 році термін повноважень Келвіна Куліджа на посаді президента закінчився, і пара виїхала в Нортгемптон. Після смерті чоловіка в 1933 році Кулідж продовжила роботу з глухими і писала для кількох журналів. Вона була членом правління академії Мерсерсбурга та школи Кларка. Після початку Другої світової війни Грейс приєдналася до місцевого комітету Нортгемптона, присвяченого допомозі єврейським біженцям з Європи, і позичила свій будинок WAVES. У 1957 році вона померла від хвороби серця і була похована в Плімуті, штат Вермонт, поруч із чоловіком і сином.

## Рання життя і шлюб
Грейс Анна Гудх’ю народилася 3 січня 1879 року в Берлінгтоні, штат Вермонт, єдиною дитиною Ендрю Іссаклара Гудх’ю (1848–1923) та Леміри Баррет Гудх’ю (1849–1929). Вона мала англійське походження. Її батько, диякон, служив інспектором пароплавів у транспортній компанії озера Шамплейн, призначеної на цю посаду в 1887 році президентом Гровером Клівлендом. Її мати була домогосподаркою, яка навчила її багатьом домашнім навичкам, включаючи в’язання, приготування їжі, прибирання та садівництва.
Вона почала свою освіту у віці п’яти років у місцевій державній школі в Берлінгтоні та відвідувала державну гімназію Берлінгтона. Саме в цей час вона захопилася музикою і брала приватні уроки гри на фортепіано. У 1893 році вона вступила до Берлінгтонської середньої школи. Там вона вивчала латинську та французьку мови, а також геологію, біологію та хімію. Вона також пройшла приватний курс з ораторського мистецтва. У 1898 році вона вступила до Університету Вермонта, де заснувала вермонтський відділ жіночого товариства Pi Beta Phi, знялася в постановках Шекспіра «Багато галасу з нічого» та «Дванадцята ніч» і приєдналася до клубу веселощів коледжу. Вона стане першою першою леді, яка здобула чотирирічний ступінь бакалавра. З 1902 по 1904 рік, натхненна подругою дитинства, яка вчила глухих дітей, вона вивчала читання по губах у школах слуху та мови Кларка і стала там учителькою. Навчання глухих дітей залишалося її пристрастю на все життя.
Під час навчання в коледжі Грейс зустрічалася з кількома молодими чоловіками. Одні стосунки з Френком Джойнером були настільки серйозними, що шлюб здавався неминучим. Вона розірвала стосунки в 1903 році, коли познайомилася з молодим молодим адвокатом Келвіном Куліджем. Жвавість і чарівність Грейс виявилися ідеальним доповненням до стриманої манери Куліджа. Влітку 1905 року Кулідж запропонував у формі ультиматуму: «Я збираюся одружитися з тобою». Грейс охоче погодилася, але її мати заперечила і зробила все можливе, щоб відкласти весілля. Кулідж так і не примирився зі своєю тещею, яка пізніше наполягала на тому, що Грейс була значною мірою відповідальна за політичний успіх Куліджа. 4 жовтня 1905 року Гудх’ю і Кулідж одружилися на простій церемонії в будинку її батьків у Берлінгтоні: Кулідж Гаус, який був відновлений у 1993 році коледжем Шамплейн*. Вони провели медовий місяць у Монреалі на тиждень і оселилися в Нортгемптоні, штат Массачусетс, де до 1930 року займали те, що зараз відоме як будинок Келвіна Куліджа.
Політична кар'єра Келвіна Куліджа почалася в 1907 році, коли він був обраний до Генерального суду штату Массачусетс. Після того, як закінчився термін його повноважень у законодавчому органі штату, він три роки поспіль обіймав посаду лейтенант-губернатора Массачусетса (1916–1918) і один термін губернатора Массачусетса (1919–1921). У 1920 році він був обраний віце-президентом і вступив на посаду в березні 1921 року. Ґрейс не мала публічного профілю.
У Куліджів було двоє синів, Джон (1906–2000) і Кальвін (1908–1924).
У 1921 році, будучи дружиною віце-президента Сполучених Штатів, Грейс Кулідж пішла від рутини своєї домогосподарки у вашингтонське суспільство і швидко стала найпопулярнішою жінкою столиці.

## Перша леді
Після смерті Гардінга і переходу на пост президента Келвіна Куліджа Грейс спланувала соціальне життя нової адміністрації так, як цього хотів її чоловік: невибагливо й гідно.
Як перша леді вона була популярною господинею. Грейс також була першою першою леді, яка виступила в звуковій кінохроніці. Найважливішою подією років Куліджа стала вечірка для Чарльза Ліндберга після його трансатлантичного перельоту в 1927 році. Куліджі були особливо відданою парою, хоча президент ніколи не обговорював з нею державні питання. Вона навіть не знала, що він вирішив не домагатися переобрання в 1928 році, доки не оголосив про це пресі. Грейс отримала золоту медаль Національного інституту соціальних наук. У 1931 році вона була визнана однією з дванадцяти найкращих жінок Америки.
1926 року в подарунок на День подяки першій родині подарували єнота і родина виховувала його як домашнього улюбленця. Президент Кулідж навіть подарував тварині нашийник із написом «Єнот Білого дому». Після того, як Кулідж покинув Білий дім, єнот пішов жити в зоопарк.

## Пізніше життя і смерть
Келвін Кулідж підсумував свій шлюб з Грейс у своїй автобіографії: «Протягом майже чверті століття вона терпіла мої недуги, і я радів її ласкам».
Для більшої конфіденційності Куліджі в Нортгемптоні придбали The Beeches, великий будинок з просторою територією. Колишній президент помер там після раптового серцевого нападу 5 січня 1933 року у віці 60 років. Після смерті чоловіка Грейс Кулідж продовжила свою роботу для глухих. Вона також брала активну участь у Червоному Хресті, цивільній обороні та утилізації під час Другої світової війни. Грейс зберігала своє почуття веселощів і відразу до публічності до своєї смерті 8 липня 1957 року у віці 78 років. Вона похована поруч зі своїм чоловіком у Плімуті, штат Вермонт.

## Подальше читання
- Coolidge, Grace (1992). Wikander, Lawrence E.; Ferrell, Robert H. (ред.). Grace Coolidge: An Autobiography. High Plains Pub. Co. ISBN 1881019012. LCCN 92072825.
- Ferrell, Robert H. (2008). Grace Coolidge: The People's Lady in Silent Cal's White House. ISBN 9780700615636. LCCN 2007045737.
- Ross, Ishbel, Grace Coolidge and Her Era (1962)

## Зовнішні посилання
- Президентський фонд Куліджа [Архівовано 23 квітня 2022 у Wayback Machine.]

- Грейс Кулідж: перша леді бейсболу [Архівовано 14 листопада 2017 у Wayback Machine.]
- Вомбати та таке: сімейні улюбленці Грейс і Келвін Кулідж [Архівовано 3 лютого 2018 у Wayback Machine.]
- Грейс Кулідж на сайті Find a Grave (англ.)  «
- Грейс Кулідж [Архівовано 4 квітня 2022 у Wayback Machine.] на C-SPAN Перші леді: вплив та імідж